# Liolaemus audituvelatus
Espèce
Synonymes
- Ctenoblepharys audituvelatus Núñez & Yáñez, 1983

Liolaemus audituvelatus est une espèce de sauriens de la famille des Liolaemidae.

## Répartition
Cette espèce est endémique du Nord du Chili.

## Description
C'est un saurien vivipare.

## Publication originale
- Núñez & Yáñez, 1983 : Ctenoblepharis audituvelatus new species, a lizard from northern Chile (Reptilia Iguanidae). Copeia, vol. 1983, no 2, p. 454-457.